# Yazlamazlı, Düziçi
Yazlamazlı là một xã thuộc huyện Düziçi, tỉnh Osmaniye, Thổ Nhĩ Kỳ. Dân số thời điểm năm 2010 là 1698 người.